# Joy to the World (Doctor Who)
"Joy to the World" (Brasil: "Joy Para o Mundo"; Portugal: "Joy to the World") é um episódio especial de Natal da série de ficção científica britânica Doctor Who, transmitido originalmente através da BBC One e Disney+ em 25 de dezembro de 2024. Este é o 15.º especial de Natal desde o retorno do programa em 2005. Foi escrito por Steven Moffat e dirigido por Alex Sanjiv Pillai. É estrelado por Ncuti Gatwa como o Décimo quinto Doutor e Nicola Coughlan como sua acompanhante, Joy Almondo.

## Enredo
O Doutor chega ao Hotel Tempo, um estabelecimento no ano 4202 que permite as pessoas tirarem férias em vários pontos diferentes da história humana. No local, ele ganha a ajuda de Trev, um dos seus funcionários, e começa a investigar um homem misterioso segurando uma maleta. Trev é enganado para segurá-la, que assume o controle de sua mente, e então assume o controle de um gerente Siluriano. Trev se desintegra devido à maleta. O Siluriano chega ao quarto de hotel de Joy Almondo em 2024, com o Doutor seguindo atrás dele.
A maleta assume o controle de Joy, fazendo com que o Siluriano se desintegre, mas o Doutor consegue abrir a mala, encontrando um objeto estranho dentro. A maleta ameaça matá-la se o Doutor não der um código de segurança. O Doutor do futuro chega e dá o código ao Doutor do passado. O Doutor do futuro sela o caminho de volta ao Hotel Tempo, deixando o Doutor do passado abandonado em 2024. Ele aceita um emprego no hotel em que Joy estava hospedada, fazendo amizade com a gerente, Anita, enquanto espera até que um caminho para o Hotel Tempo seja aberto em 2025.
O Doutor entra novamente no Hotel Tempo por meio de um hotel na cidade de Nova York e dá o código ao seu eu do passado, partindo com Joy. O Doutor a insulta, dizendo que nenhuma pessoa que se preze ficaria sozinha em um hotel no dia de Natal. Isso incita Joy a atacá-lo, explicando que sua mãe morreu no hospital no Natal, e ela só pôde se despedir por meio de uma tela devido aos regulamentos da COVID-19. Essa raiva permite que Joy quebre o controle mental e a maleta se desconecta dela, se revelando como sendo de origem do planeta Villengard, que planeja detonar uma "semente estelar" para usar como fonte de energia, usando a viagem no tempo para deixá-la no passado para crescer.
A maleta é comida por um Tyrannosaurus rex, e o Doutor e Joy fogem. Trev, que se conectou psiquicamente ao sistema da Villengard antes de morrer, contata o Doutor através de sua chave de fenda sônica, revela a localização da maleta, e o Doutor a encontra selada em um santuário. Ele consegue abri-la, mas Joy leva a maleta para fora, revelando que deixou a semente entrar nela. Ela e as outras pessoas mortas pela semente a pilotam para o espaço, onde ela detona com segurança. Quando o Doutor retorna ao Hotel Tempo, é revelado que a estrela criada pela semente era a Estrela de Belém.

## Produção

### Desenvolvimento
Russell T Davies, o showrunner de Doctor Who, começou inicialmente a escrever o especial de Natal de 2024. Davies havia enviado uma parte do roteiro ao ex-showrunner Steven Moffat para obter sua opinião sobre ele. Na época, Davies estava em discussões com Moffat para que ele escrevesse um roteiro para a 15.ª temporada. Quando Davies percebeu que estava muito ocupado para concluir a história, ele a arquivou e pediu a Moffat que escrevesse o episódio de Natal. Moffat considerou escrever uma farsa, mas decidiu não o fazer, acreditando que tal episódio seria mais adequado no meio da temporada. Apesar disso, ele disse que o episódio ainda tinha um tom cômico com elementos emocionais.
Aqui está o argumento que me rendeu o emprego. Você sabia que em quase todos os quartos de hotel em que você esteve há uma porta trancada? É estranho, mas sempre há. Certo. Estamos prestes a revelar a verdade disso. No futuro distante, há um lugar chamado Hotel Tempo, e o Hotel Tempo percebeu algo brilhante, que após a descoberta da viagem no tempo, eles têm a oportunidade de vender todos os quartos que não conseguiram vender da última vez. Então, eles construíram extensões em mais ou menos todos os quartos de hotel da história, e você tem acesso a elas ocasionalmente. SFX, 3 de dezembro de 2024
Metade do roteiro foi concluída antes de Davies informar Moffat que Ruby Sunday não estaria no especial. A personagem Anita originalmente tinha apenas cerca de dez falas, mas sua presença foi aumentada depois que a equipe de produção se apegou a ela. Moffat terminou de escrever o episódio em 20 de julho de 2023. Os títulos provisórios para o episódio incluíam "The Time Hotel" e "Christmas, Everywhere All at Once", mas o título do episódio foi finalmente revelado como "Joy to the World". A história explora ainda mais a "Villengard Corporation", uma empresa fictícia recorrente de fabricação de armas que foi mencionada em vários episódios de Doctor Who escritos por Moffat. O Doutor confrontou Villengard pela última vez no episódio "Boom" na 14.ª temporada (2024). É o nono especial de Natal de Doctor Who a ser escrito por Moffat, que mais uma vez assumiu o papel de produtor executivo durante a produção dele.

### Elenco
Em novembro de 2023, Nicola Coughlan foi anunciada para aparecer em um papel não revelado em um episódio futuro de Doctor Who. Mais tarde, foi revelado que ela estrelaria o episódio de Natal de 2024 como a acompanhante do Doutor, Joy Almondo, uma hóspede de um hotel que "se envolve em aventuras [do Doutor]". Os relatórios iniciais indicaram que Millie Gibson, que interpretava a então companheira do Doutor, Ruby Sunday, não apareceria no especial. Gibson, no entanto, fez uma breve aparição perto do final. Joel Fry foi escalado para interpretar Trev, um funcionário do Hotel Tempo, enquanto Jonathan Aris interpretou o gerente do hotel. Steph de Whalley apareceu como Anita, a gerente de outro hotel com quem o Doutor passa um ano.
Niamh Marie Smith interpretou Sylvia Trench, uma passageira do Expresso do Oriente em 1962, cujo homônimo era suspeito de fazer referência a um interesse amoroso de James Bond do filme Dr. No (1962). As figuras históricas Edmund Hillary e Tenzing Norgay foram retratadas por Phil Baxter e Samuel Sherpa-Moore, respectivamente. Sherpa-Moore é o sobrinho-neto de Norgay. Peter Benedict e Julia Watson fizeram aparições como Basil e Hilda, hóspedes do Queen's Hotel em Manchester durante a Segunda Guerra Mundial. O restante do elenco convidado incluiu Ruchi Rai, Joshua Leese, Ell Potter e Liam Prince-Donnelly.

### Filmagens
A construção dos cenários para o episódio estava em andamento no Wolf Studios Wales em 11 de outubro de 2023. A sala da Era Mesozóica foi construída em um gimbal que permitiu que o cenário se inclinasse para dar o efeito de que estava sendo comido por um dinossauro. O departamento de arte estava trabalhando no design gráfico em 17 de outubro. A equipe levou quinze dias trabalhando 11 horas por dia para criar arte suficiente para encher o quarto de hotel do Doutor. Sete maletas diferentes foram compradas pelo departamento de adereços para uso no episódio. Uma equipe da Millennium FX projetou as próteses silurianas.
A fotografia principal começou em 23 de outubro, com a gravação se estendendo até novembro. "Joy to the World" foi dirigido por Alex Sanjiv Pillai no primeiro bloco de filmagem da 15.ª temporada. Para o Sandringham Hotel, a equipe de produção optou por comprar dois andares de um hotel real, mas teve que construir o saguão em um estúdio de som. O topo do cenário do Expresso do Oriente foi construído em frente a uma tela verde e colocado sobre pneus de borracha para permitir que a equipe de efeitos especiais reproduzisse a aparência de um trem em movimento. Mika Orasmaa foi o diretor de fotografia do episódio.

## Transmissão e recepção
| Críticas profissionais:           | Críticas profissionais: |
| Pontuações agregadas              | Pontuações agregadas    |
| Fonte                             | Avaliação               |
| --------------------------------- | ----------------------- |
| Rotten Tomatoes (Pontuação Média) | 7,3/10                  |
| Rotten Tomatoes (Tomatometer)     | 80%                     |
| Avaliações da crítica             |                         |
| Fonte                             | Avaliação               |
| A.V. Club                         | B–                      |
| Bleeding Cool                     | 10/10                   |
| Empire                            | [ 28 ]                  |
| GamesRadar+                       | [ 29 ]                  |
| The Guardian                      | [ 30 ]                  |
| IGN                               | [ 31 ]                  |
| Radio Times                       | [ 32 ]                  |
| The Telegraph                     | [ 33 ]                  |

### Transmissão e promoção
"Joy to the World" foi transmitido pela BBC One e lançado no BBC iPlayer em 25 de dezembro de 2024 às 17h10 GMT. Intercionalmente, o episódio foi lançado simultaneamente no Disney+.
Um trailer do episódio foi lançado em 15 de novembro como parte da transmissão do Children in Need de 2024. A exibição para a imprensa ocorreu na semana anterior à transmissão oficial, que foi apresentada por Angellica Bell. Os pôsteres promocionais lançados pela Disney legendaram o pôster com "Joy to the Worlds", espelhando o título "Joy to the World".
No Reino Unido, o episódio foi o sexto programa mais assistido no dia de Natal, recebendo 4,11 milhões de espectadores durante a noite.

### Recepção crítica
No site agregador de críticas Rotten Tomatoes, 80% das avaliações de 15 críticos são positivas, com uma classificação média de 7,3/10.
Escrevendo para o The Daily Telegraph, Michael Hogan se referiu a "Joy to the World" como "a melhor aventura de Natal em mais de uma década". Ele elaborou ainda mais dizendo que "há algo aqui para todas as gerações aproveitarem" e elogiou o elenco convidado, nomeadamente Nicola Coughlan, Steph de Walley e Joel Fry. Escrevendo uma crítica para a Radio Times, Louise Griffin também elogiou o elenco convidado, mas sentiu que Coughlan havia sido subutilizada.
Robert Anderson, da IGN, escreveu que o especial "mistura magistralmente a extravagância característica do programa com uma narrativa sincera, entregando um conto aconchegante e profundamente humano sobre o poder transformador da amizade" e que "o excelente roteiro de Moffat é fundamental para o sucesso do episódio". O roteiro também foi elogiado por Adi Tantimedh, que escrevendo para o Bleeding Cool, disse que "Moffat define o cerne do que torna o Doutor de Ncuti Gatwa diferente de todos os seus antecessores".
Stephen Robinson do A.V. Club criticou a caracterização do Doutor, dizendo que "há momentos-chave na história que contradizem diretamente o crescimento anterior do Doutor" e que "ele é uma mistura do 'deus solitário' do primeiro mandato de Russell T Davies e do 'louco em uma caixa' de Steven Moffat, e o efeito é discordante." Emily Murray do GamesRadar+ também criticou uma parte do episódio, escrevendo que os "vilões, francamente, parecem uma ideia adicionada posteriormente e parecem surrados."